# Сомма (вулканологія)

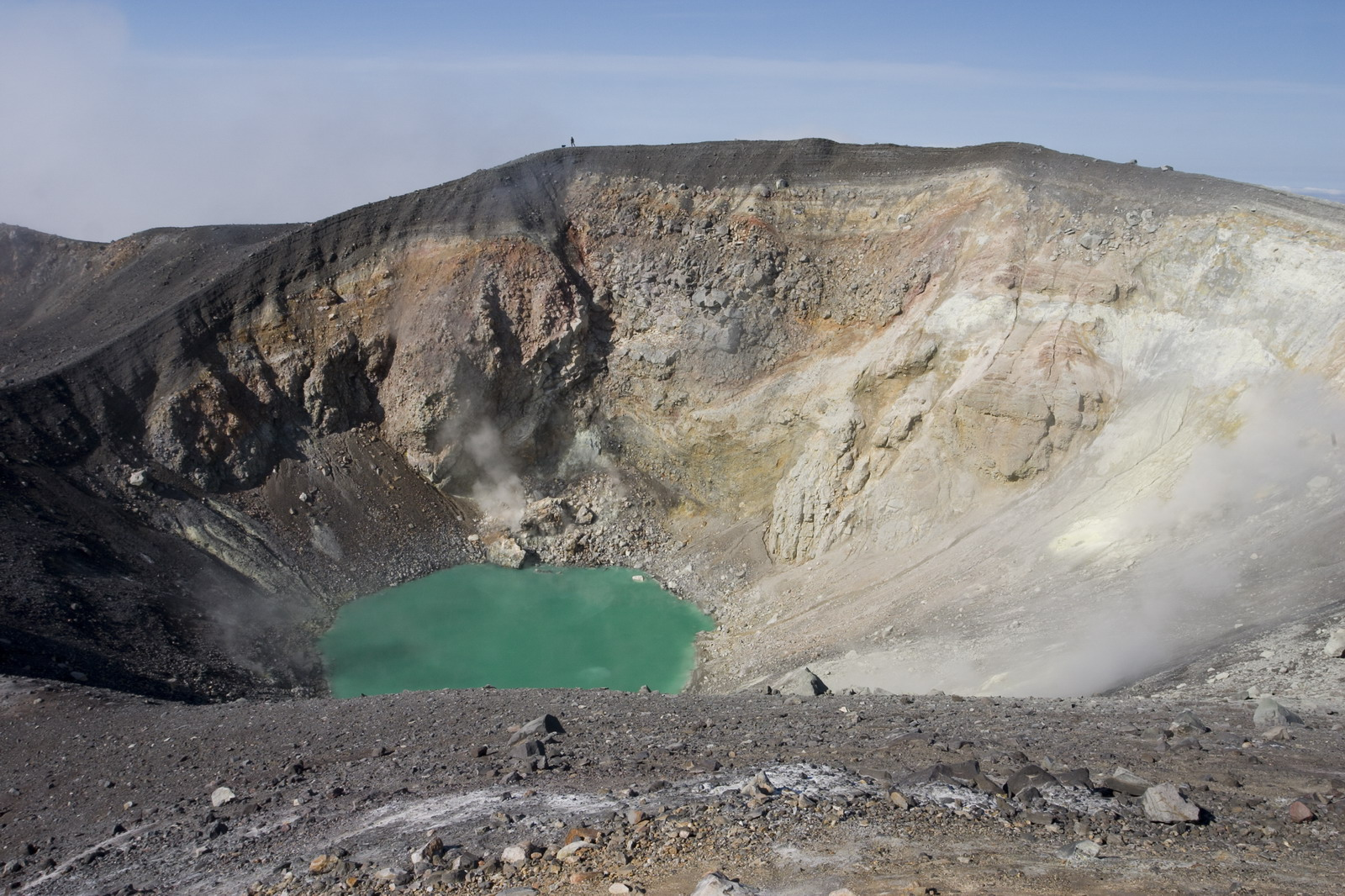
Сомма вулкана Ебеко на острові Парамушир.

Сомма — залишки (кальдера) стародавнього вулкана, зруйнованого при кальдероутворенні, що складають кільцевий або напівкільцевий вал навколо молодшого внутрішнього вулканічного конуса. Назва пішла від стародавнього вулкана Сомма, напівкільцевий вал якого розташований навколо Везувію.
Найбільша кількість сомм знаходиться на Камчатському півострові та Курильських островах в Росії